# Küçüktoraman, Aydıncık
Küçüktoraman là một xã thuộc huyện Aydıncık, tỉnh Yozgat, Thổ Nhĩ Kỳ. Dân số thời điểm năm 2010 là 13 người.